# Dianthus orientalis
Dianthus orientalis är en nejlikväxtart. Dianthus orientalis ingår i släktet nejlikor, och familjen nejlikväxter.

## Underarter
Arten delas in i följande underarter:
- D. o. gilanicus
- D. o. gorganicus
- D. o. ketzkhovelii
- D. o. orientalis
- D. o. scoparius